# Most Konstantinasa Čiurlionisa
Most Konstantinasa Mykolasa Čiurlionisa (lit. M. K. Čiurlionio tiltas) - most łączący centrum Kowna z dzielnicą Freda. 
Jego długość wynosi 475 metrów, szerokość - 29,4 m
Jest jednym z trzech mostów na Niemnie znajdujących się w Kownie - obok Mostu Kolejowego (Kauno geležinkelio tiltas, Žaliasis tiltas) i Zaniemeńskiego (Panemunės tiltas). Jego budowa została ukończona jesienią 2002 roku.